# Martonvásár
Martonvásár [martonvášár] je město v Maďarsku v župě Fejér, blízko hranic s župou Pest. Nachází se asi 14 km jihozápadně od Budapešti, 28 km severovýchodně od Székesfehérváru a je správním městem stejnojmenného okresu. Přestože je v okrese větší město Ercsi, je jeho správním městem Martonvásár. V roce 2018 zde žilo 5 672 obyvatel. Podle údajů z roku 2011 zde bylo 80,8 % obyvatel maďarské, 0,8 % německé, 0,6 % rumunské a 0,4 % romské národnosti (17,4 % jiné národnosti, žádná odpověď).
Město leží blízko dálnice M7, ze které na něj existuje výjezd 30. Nejbližšími městy jsou Érd, Ercsi, Százhalombatta a Velence. Poblíže jsou též obce Baracska, Kajászó, Ráckeresztúr, Tárnok a Tordas.